# Pablo Prieto
Pablo Samuel Prieto Lorca (Santiago, 4 de mayo de 1959) es un exfutbolista profesional, empresario y político chileno, exmilitante de la Unión Demócrata Independiente (UDI) y Renovación Nacional (RN). Entre 2018 y 2022 ejerció como diputado por el distrito N.º 17.
Anteriormente se desempeñó como diputado por el distrito N.º 37 (2002-2006).

## Biografía
Nació el 4 de mayo de 1959, en Santiago. Es hijo de Eduardo Ramón Prieto Vargas y de Ana María Lorca Pozo. Estudió en el Colegio Piaget de Talca. 
Está casado con María Verónica Meyer Rojas y tiene dos hijos. 

## Vida deportiva
Durante las décadas de 1970 y 1980 desempeñó su carrera como futbolista profesional. En 1977 jugó en Cobreloa, y desde 1980 a 1991, de forma interrumpida, se desempeñó en Rangers.En el conjunto rangerino, en 1988 dirigido por Hugo Solís, obtiene el título de la Segunda División, La temporada siguiente, formó parte del equipo que regresaría a la Segunda División luego de un polémico partido ante Deportes La Serena.
En 1983 jugó en la selección chilena de fútbol. En 1984 jugó por Universidad de Chile, y entre 1986 y 1987 en Everton. 
En 1989 tuvo un Doping positivo por consumo de cheracol. Tras formar parte del plantel de Rangers de 1991 que se salvó del descenso a Tercera División tras derrotar 1-0 a Cobreandino, se retiró del fútbol.
Posteriormente se desempeñó como entrenador de fútbol e inició su carrera como empresario en el sector privado.

## Carrera política
Fue militante de la Unión Demócrata Independiente (UDI). Actualmente es independiente.
En las elecciones parlamentarias de 2001 fue elegido diputado independiente del pacto Alianza por Chile, para el período 2002 a 2006 por el Distrito N.º 37 de la Región del Maule, correspondiente a la comuna de Talca. Obtuvo 21.446 votos equivalentes al 26,85% de los sufragios totales. Participó, entre otras, en la Comisión Especial que Establece Beneficios para los Discapacitados. En julio de 2004, integra la Comisión de Trabajo y Seguridad Social; Especial de Drogas y Especial de la Juventud.
En las elecciones parlamentarias de 2005 fue candidato a la reelección apoyado por la UDI obteniendo 17.673 votos equivalentes al 21,09%, no resultando elegido.
Ocho años más tarde fue elegido Consejero regional por Talca, en las elecciones de consejeros regionales, como miembro de la Unión Demócrata Independiente. Obtuvo 19.222 votos, equivalentes al 13.30% de los sufragios, ejerciendo el cargo desde 2014 a 2016.
En las elecciones parlamentarias de 2017 fue elegido diputado en la lista Chile Vamos, como independiente en el subpacto de Renovación Nacional (RN), representando al 17º Distrito, Región del Maule, período 2018-2022. 
Integra las comisiones permanentes de Deportes y Recreación; y de Pesca, Acuicultura e Intereses Marítimos. Así mismo, forma parte de la Comisión Especial Investigadora de los actos del Gobierno respecto al eventual fraude en la ANFP y los efectos que tuvo su reestructuración en su relación con las organizaciones deportivas profesionales, entre el año 2015 y el día 4 de abril de 2018.
Prieto fue noticia en 2018, cuando durante una interpelación por parte de la Cámara al entonces Ministro del Interior Andrés Chadwick, se mostraron imágenes de su computador personal, que lo mostraban viendo un partido de fútbol entre el FC Barcelona y el Tottenham Hotspur, correspondiente a la Liga de Campeones de la UEFA, además de seguir los detalles por Twitter.
El 21 de noviembre de 2021 fue candidato a la reelección por el Distrito N° 17, no siendo reelecto al resultar con un 2,4% de los votos.

## Trayectoria deportiva

### Clubes
| Club                 | País  | Año       |
| -------------------- | ----- | --------- |
| Cobreloa             | Chile | 1977-1979 |
| Rangers              | Chile | 1980-1983 |
| Universidad de Chile | Chile | 1984      |
| Rangers              | Chile | 1985      |
| Everton              | Chile | 1986-1987 |
| Rangers              | Chile | 1988-1991 |

### Palmarés

#### Campeonatos nacionales
| Título    | Club    | País  | Año  |
| --------- | ------- | ----- | ---- |
| Primera B | Rangers | Chile | 1988 |

## Historial electoral

### Elecciones parlamentarias de 2001
- Elecciones parlamentarias de 2001 a Diputado por el Distrito 37 (Talca)[13]

### Elecciones parlamentarias de 2005
- Elecciones parlamentarias de 2005 a Diputado por el Distrito 37 (Talca)[14]

### Elecciones de consejeros regionales de 2013
- Provincia de Talca (Talca, San Clemente, Pelarco, Pencahue, Maule, San Rafael, Curepto, Constitución, Empedrado y Río Claro).

### Elecciones parlamentarias de 2017
- Elecciones parlamentarias de 2017, a Diputado por el distrito 17 (Constitución, Curepto, Curicó, Empedrado, Hualañé, Licantén, Maule, Molina, Pelarco, Pencahue, Rauco, Río Claro, Romeral, Sagrada Familia, San Clemente, San Rafael, Talca, Teno y Vichuquén)[15]

### Elecciones parlamentarias de 2021
- Elecciones parlamentarias de 2021, a Diputado por el distrito 17 (Constitución, Curepto, Curicó, Empedrado, Hualañé, Licantén, Maule, Molina, Pelarco, Pencahue, Rauco, Río Claro, Romeral, Sagrada Familia, San Clemente, San Rafael, Talca, Teno y Vichuquén)[16]